# Långgölen (Stjärnorps socken, Östergötland)
Långgölen är en sjö i Linköpings kommun i Östergötland och ingår i Motala ströms huvudavrinningsområde.